# Mark L. Young
Mark L. Young (Everett, 1991) es un actor estadounidense.                                                  

## Biografía

### Vida personal
Nacido Markell V. Efimoff en Everett, Washington, Young comenzó a actuar a los 9 años y se mudó a Los Ángeles cuando tenía 12 años para dedicarse a su carrera. Su primer trabajo en pantalla significativa fue un pequeño papel en dos episodios de la serie de HBO Six Feet Under.

### Carrera
Otros aspectos notables de Young incluyen programas de televisión: The OC, Dexter, Big Love, Hospital de Niños, Héroes, La vida secreta de una adolescente, Cold Case, ER, CSI: Crime Scene Investigation y The Inbetweeners, mientras que sus créditos cinematográficos incluyen: Sex Drive , Happiness Runs, una vez que el hijo del personaje de Tim Robbins en The Lucky Ones, y somos los Miller, una comedia protagonizada por Jennifer Aniston, Emma Roberts, Jason Sudeikis, Ed Helms, y Nick Offerman.

## Filmografía
Sex Drive  como Randy (2008)
Movie 43 como Calvin Cutler segmento The Thread (2013)
Somos los Miller  como Scottie P  (2013)